# Ptychodium tauricum
Ptychodium tauricum là một loài rêu trong họ Thuidiaceae. Loài này được Sapjegin mô tả khoa học đầu tiên năm 1911.